# 바이에아
바이에우(Vaiea)는 니우에의 14개 마을 중 하나이다. 인구는 2017년 기준 총 115명이 거주하고 있다.